# Real Talk Cypher Vol.1
Real Talk Cypher Vol.1 è il primo album creato dal format Real Talk, pubblicato il 5 settembre 2019 per Warner Music Italy. Il disco è stato prodotto da Bosca, Twentytwo, TrappTony e Legend; la parte di DJing è curata da DJ Bront. Tutto il disco è accompagnato da Kuma, voce storica del programma.

## Tracce
1. Welcome to the Cypher, Vol.1 (feat. DJ Bront)
2. Take 152 (feat. Warez)
3. Take 273 (feat. Shade)
4. Take 161 (feat. Lazza)
5. Take 171 (feat. Jack the Smoker)
6. So Real (feat. Jai Amore & DJ Bront)
7. Take 282 (feat. Junior Cally)
8. Take 292 (feat. Highsnob)
9. Take 133 (feat. Vegas Jones)
10. Take 323 (feat. Shiva)
11. Take 2101 (feat. Nayt)
12. Take 311 (feat. Il Tre)
13. Take 341 (feat. Massimo Pericolo)
14. Take 211 (feat. Drimer & Fugi)
15. Real Talk Club Mix 1 (feat. DJ Bront)
16. Take 322 (feat. Beba)
17. Take 252 (feat. Cromo)
18. Take 182 (feat. Laioung)
19. Take 113 (feat. Eskapone & Blackson)
20. Take 192 (feat. Nerone)
21. Take 213 (feat. Enzo Dong)
22. Take 232 (feat. Mostro)
23. Take 173/123 (feat. Dani Faiv & EGreen)
24. Take 241 (feat. Clementino)
25. Real Talk Club Mix 2 (feat. DJ Bront)
26. Down Low (feat. Jay Ardz)
27. Take 261 (feat. Enigma)
28. Take 122 (feat. Pepito Rella)
29. Take 142 (feat. Axos)
30. Cypher Vol. 1 Outro

## Formazione
Produzione
- Bosca
- TwentyTwo
- TrappTony
- Legend

DJ
- DJ Bront

Intrattenimento
- Kuma